# 歌と踊りと恋のいざこざ
『歌と踊りと恋のいざこざ』 （うたとおどりとこいのいざこざ、西：Las cosas del querer、英：The Things of Love ）は、 1989年に製作されたスペインのミュージカル映画。
日本では、1999年（第8回）東京国際レズビアン&ゲイ映画祭(7月18日)にて初上映された。『歌と踊りと恋のいざこざ』は、この映画祭での邦題。

## キャスト
- ペパ：アンヘラ・モリーナ
- フアン：アンヘル・デ・アンドレス・ロペス
- マリオ：マヌエル・バンデーラ
- ネナ：マリア・バランコ
- バルビナ：アンパロ・バロ